# اليكس بيهلر
اليكس بيهلر (بالسلوفينية: Aleks Pihler) (15 يناير 1994 ببيتوج في سلوفينيا - ) هو لاعب كرة قدم سلوفيني في مركز الوسط. شارك مع منتخب سلوفينيا تحت 17 سنة لكرة القدم ومنتخب سلوفينيا تحت 19 سنة لكرة القدم ومنتخب سلوفينيا تحت 21 سنة لكرة القدم. أما مع النوادي، فقد لعب مع نادي دومجاله وتريغلاف كران ‏ وNK Zavrč ‏.

## وصلات خارجية
- اليكس بيهلر على موقع قاعدة بيانات كرة القدم.إي يو (الإنجليزية)
- اليكس بيهلر على موقع ناشيونال فوتبول تيمز (الإنجليزية)
- اليكس بيهلر على موقع Soccerway.com (الإنجليزية)